# Saul Yanovsky

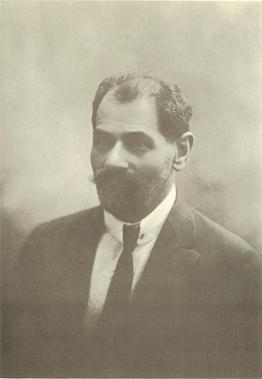
Saul Yanovsky, ca.1910

Saul oder Shoel Yanovsky (jiddisch שאול יאנאווסקי) (geb. 18. April 1864 in Pinsk, gest. 1. Februar 1939) war ein amerikanischer Anarchist und Journalist.
Er war über zwanzig Jahre hinweg Herausgeber der Zeitschrift Freie Arbeiter Stimme. Er trug auch zu anderen Zeitungen wie dem Londoner Arbeter Fraynd und dem sozialistischen Forverts bei. Er war ein Mitglied der jüdisch-anarchistischen Gruppe Pionire der Frayhayt.
Yanovsky gilt als einer der wichtigsten Vertreter des jiddischen Journalismus.

## Leben
Saul Joseph Yanovsky wurde am 18. April 1864 in Pinsk geboren. Sein Vater war Kantor und sein Großvater Rabbi. Yanovsky sprach muttersprachlich Russisch und lernte jiddisch durch seine Mutter. Im Alter von 8 Jahren wäre er beinahe nach einer Reihe von schweren Krankheiten verstorben. Er besuchte das Gymnasium in Bialystok, wo er russische Literatur studierte. 1885 emigrierte er nach New York. Er hatte verschiedene Jobs in der Textilindustrie, wurde aber gefeuert, weil er bessere Arbeitsbedingungen gefordert hatte. 1890 zog er nach London um, um die sich als anarchistisch-kommunistisches Organ verstehende Zeitung Arbeter Fraynd wiederzubeleben. 1895 kehrte er in die USA zurück. Er verstarb am 1. Februar 1939 an Lungenkrebs. Er ist auf dem Mount Carmel Cemetery in Queens, New York beerdigt.

## Karriere
Yanovskys 1890 veröffentlichtes Flugblatt Vos viln di anarkhistn? war einer der ersten jiddischen Texte über Anarchismus. 1890 einigten sich 32 anarchistische Gruppen und Mitglieder der Pionire der Frayhayt auf die Gründung der Fraye Arbeter Shtime. Trotz der Gründung der Zeitung und bereits vor Erscheinen der ersten Ausgabe zog Yanovsky nach London, um auf Einladung die Redaktion des Arbeter Fraynd zu übernehmen, wo er in Kontakt mit den berühmten Anarchisten Malatesta, Nettlau und Kropotkin kam. 1893 kritisierte Yanovsky einen Bombenanschlag spanischer Anarchisten, eine Haltung, die ihn zum Rücktritt von der Zeitung zwang.

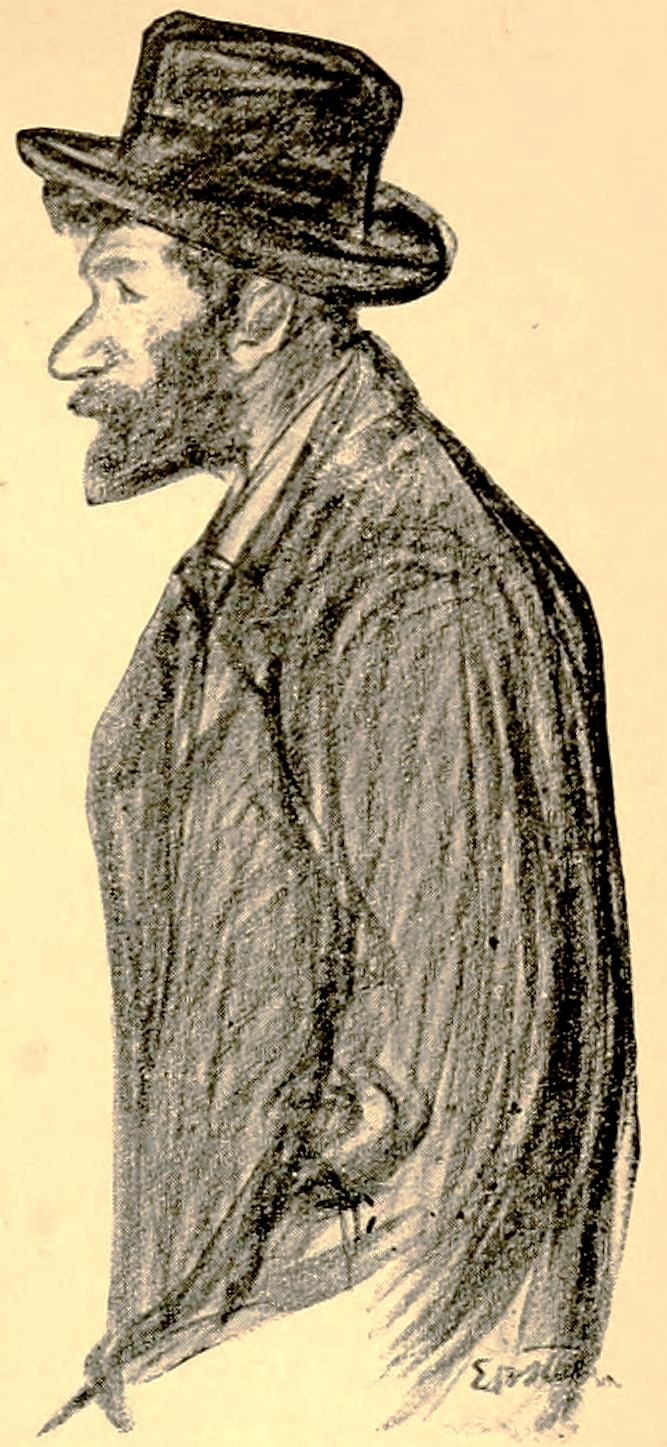
Zeichnung von Saul Yanovsky in Hutchins Hapgoods The Spirit of The Ghetto

Als Yanovsky 1895 nach New York zurückkehrte, war die jiddische anarchistische Bewegung zerrüttet. Ein kleines Zeichen der Hoffnung war Di Fraye Gezelshaft (Die freie Gesellschaft), eine intellektuelle Zeitschrift mit geringer Auflage. Yanovsky setzte sich sofort dafür ein, die Fraye Arbeter Shtime wiederzubeleben, die 1893 eingestellt worden war. Nach vier Jahren des Engagements, auch gegen die Redakteure von Di Fraye Gezelshaft, setzte sich Yanovsky durch und wurde im Oktober 1899 neuer Herausgeber der Fraye Arbeter Shtime. Zur Wachstumsstrategie der Zeitung gehörte die Förderung des „konstruktiven Anarchismus“ durch die Einbindung von Gewerkschaften, Bildung und Genossenschaften. Yanovsky argumentierte für vollständige Gewaltfreiheit und verurteilte das Attentat auf Präsident McKinley und stritt sich in dieser Frage auch in Artikeln mit Emma Goldman. Als Reaktion auf die Berichterstattung wurde die Zeitungsredaktion von einem Mob gestürmt und verwüstet, der auch Yanovsky angriff. In seinen ersten Jahren als Herausgeber war Yanovsky hauptsächlich alleine für die Zeitschrift verantwortlich und verfasste oder übersetzte einen großen Teil der Artikel. Nach eigenen Angaben war er in dieser Zeit auch „Manager, Buchhalter und Hausmeister“.
1906 gründete Yanovsky Di Abend Tsaytung (Die Abendzeitung), um der populären sozialistischen Zeitung Forverts Konkurrenz zu machen, aber Di Abend Tsaytung wurde nach nur zwei Monaten wieder eingestellt. Erfolgreicher war die Wiederbelebung von Di Fraye Gezelshaft in den Jahren 1910–1911 als monatliche Literaturbeilage zur Fraye Arbeter Shtime. Fünfzig Fraye Gezelshaft-Literaturclubs entstanden in ganz Nordamerika. 1910 hatte die Fraye Arbeter Shtime eine Auflage von etwa 15. bis 20.000 wöchentlichen Exemplaren. In der Zeitschrift betrieb Yanovsky „Kulturbildung mit einem literarischen aber dennoch einfachen, lesebaren Stil“. Für jiddische Autoren galt es Auszeichnung, für Yanovsky geschrieben zu haben. Beitragende riskierten aber, Gegenstand eines von Yanovsky in der Zeitschrift veröffentlichten Ablehnungsschreiben zu werden. Auch außerhalb der Arbeit machte sich Yanovsky durch seinen Sarkasmus und seiner bissigen Art nicht nur Freunde. Nach einem Klavierkonzert soll er den Pianisten gefragt haben, warum er nicht Geige spielte. Als dieser antwortete, er könne nicht Geige spielen, fragte Yanovsky: „Aber Klavier kannst Du?“. Seine Kolumne „Oyf der Vakh“ (Auf der Wacht) erfreute sich unter Lesern großer Beliebtheit.

Bis 1919 sank die Auflage der Fraye Arbeter Shtime um die Hälfte, und Yanovsky war gezwungen, aufgrund von Meinungsverschiedenheiten über die russische Revolution und den Ersten Weltkrieg als Herausgeber der Zeitung zurückzutreten. Yanovsky teilte nicht den Enthusiasmus seiner Zeitgenossen und hielt die Diktatur der Bolschewiki für „nicht anarchistisch“ und „nicht koscher“. Die Begeisterung der nach Russland zurückkehrenden Anarchisten kommentierte er mit Feststellung, er habe eine „Generation von Idioten herangezogen“.

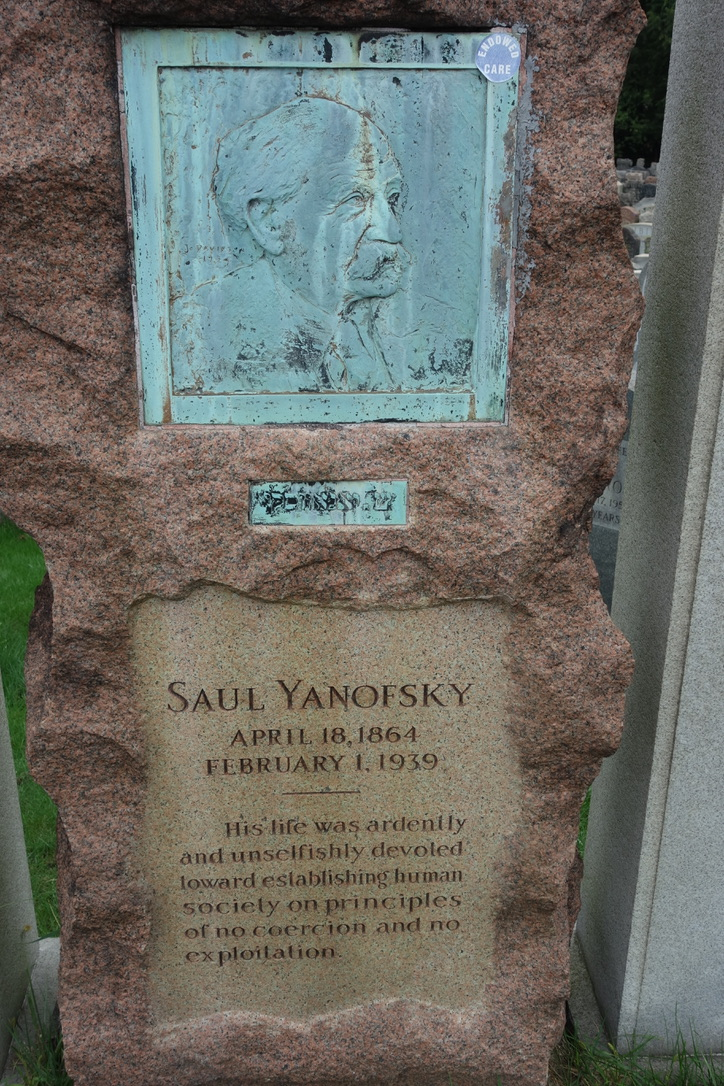
Grabstein Saul Yanovskys.

Unmittelbar nach seinem Ausscheiden aus der Fraye Arbeter Shtime wurde Yanovsky auf Einladung des ehemaligen Wobbly und Gewerkschaftsschatzmeisters Morris Sigman als Redakteur für die neu gegründete Zeitung Gerekhtigkayt der International Ladies Garment Workers Union eingestellt. Die Gewerkschaft war in Konflikte zwischen Kommunisten auf der einen und Anarchisten und Sozialdemokraten auf der anderen Seite verwickelt. In einem Kompromiss von 1925 ließ Sigman (der damalige Gewerkschaftsvorsitzende) zuvor ausgeschlossene Kommunisten wieder zu. Yanovsky trat aus Protest gegen die Zugeständnisse an „die schlimmsten Feinde der Gewerkschaft“ zurück. Nach dem Rücktritt von Joseph J. Cohen als Herausgeber der Fraye Arbeter Shtime im Jahr 1933 wurde die redaktionelle Leitung vorübergehend von einem Ausschuss übernommen, dem auch der ehemalige Herausgeber Yanovsky angehörte, bis Mark Mratchny später im selben Jahr die Nachfolge antrat.
In den 1920er- und 30er-Jahren unternahm Yanovsky Vortragsreisen durch die Vereinigten Staaten. Seine Autobiographie, Ershte yornfun yidishn frayhaytlekhn sotsyalizm, die er 1926/27 verfasst hatte, erschien 1948 postum in Buchform.